# Lund (Norvegia)
Lund este o comună din provincia Rogaland, Norvegia.
Are o suprafață de 408,42 km². Populația este de 3.206 locuitori, determinată în 1 ianuarie 2023, prin Folkeregisteret[*].